# Gran Premi de Singapur del 2009
El Gran Premi de Singapur de Fórmula 1 de la Temporada 2009 s'ha disputat el 27 de setembre del 2009 al circuit de Marina Bay.

## Qualificacions
| Pos. | N. | Pilot                | Equip-motor            | Q1       | Q2       | Q3       | Graella |
| ---- | -- | -------------------- | ---------------------- | -------- | -------- | -------- | ------- |
| 1    | 1‡ | Lewis Hamilton       | McLaren - Mercedes     | 1:46.977 | 1:46.657 | 1:47.891 | 1       |
| 2    | 15 | Sebastian Vettel     | Red Bull - Renault     | 1:47.541 | 1:46.362 | 1:48.204 | 2       |
| 3    | 16 | Nico Rosberg         | Williams - Toyota      | 1:47.390 | 1:46.197 | 1:48.348 | 3       |
| 4    | 14 | Mark Webber          | Red Bull - Renault     | 1:47.646 | 1:46.328 | 1:48.722 | 4       |
| 5    | 23 | Rubens Barrichello   | Brawn - Mercedes       | 1:47.397 | 1:46.787 | 1:48.828 | 91      |
| 6    | 7  | Fernando Alonso      | Renault                | 1:47.757 | 1:46.767 | 1:49.054 | 5       |
| 7    | 10 | Timo Glock           | Toyota                 | 1:47.770 | 1:46.707 | 1:49.180 | 6       |
| 8    | 6  | Nick Heidfeld        | BMW Sauber             | 1:47.347 | 1:46.832 | 1:49.307 | 202     |
| 9    | 5  | Robert Kubica        | BMW Sauber             | 1:47.615 | 1:46.813 | 1:49.514 | 7       |
| 10   | 2‡ | Heikki Kovalainen    | McLaren - Mercedes     | 1:47.542 | 1:46.842 | 1:49.778 | 8       |
| 11   | 17 | Kazuki Nakajima      | Williams - Toyota      | 1:47.637 | 1:47.013 |          | 10      |
| 12   | 22 | Jenson Button        | Brawn - Mercedes       | 1:47.180 | 1:47.141 |          | 11      |
| 13   | 4‡ | Kimi Räikkönen       | Ferrari                | 1:47.293 | 1:47.177 |          | 12      |
| 14   | 12 | Sébastien Buemi      | Toro Rosso - Ferrari   | 1:47.677 | 1:47.369 |          | 13      |
| 15   | 9  | Jarno Trulli         | Toyota                 | 1:47.690 | 1:47.413 |          | 14      |
| 16   | 20 | Adrian Sutil         | Force India - Mercedes | 1:48.231 |          |          | 15      |
| 17   | 11 | Jaume Alguersuari    | Toro Rosso - Ferrari   | 1:48.340 |          |          | 16      |
| 18   | 3‡ | Giancarlo Fisichella | Ferrari                | 1:48.350 |          |          | 17      |
| 19   | 8  | Romain Grosjean      | Renault                | 1:48.544 |          |          | 18      |
| 20   | 21 | Vitantonio Liuzzi    | Force India - Mercedes | 1:48.792 |          |          | 19      |

1.^  Rubens Barrichello perd 5 posicions per canviar la caixa de canvi.
2.^  Nick Heidfeld va ser desquaificat per no donar el pes reglamentari.
- Els monoplaces que portaven kers estan assenyalats amb un "‡".

## Cursa
| Pos. | N. | Pilot                | Constructor            | Voltes | Temps/Retirat    | Graella | Punts |
| ---- | -- | -------------------- | ---------------------- | ------ | ---------------- | ------- | ----- |
| 1    | 1‡ | Lewis Hamilton       | McLaren - Mercedes     | 61     | 1h 56’ 06. 337   | 1       | 10    |
| 2    | 10 | Timo Glock           | Toyota                 | 61     | + 9.634 s        | 6       | 8     |
| 3    | 7  | Fernando Alonso      | Renault                | 61     | + 16.624 s       | 5       | 6     |
| 4    | 15 | Sebastian Vettel     | Red Bull - Renault     | 61     | + 20.621 s       | 2       | 5     |
| 5    | 22 | Jenson Button        | Brawn -Mercedes        | 61     | + 30.015 s       | 11      | 4     |
| 6    | 23 | Rubens Barrichello   | Brawn - Mercedes       | 61     | + 31.858 s       | 9       | 3     |
| 7    | 2‡ | Heikki Kovalainen    | McLaren - Mercedes     | 61     | + 36.157 s       | 8       | 2     |
| 8    | 5  | Robert Kubica        | BMW Sauber             | 61     | + 55.054 s       | 7       | 1     |
| 9    | 17 | Kazuki Nakajima      | Williams - Toyota      | 61     | + 56.054 s       | 10      |       |
| 10   | 4‡ | Kimi Räikkönen       | Ferrari                | 61     | + 58.892 s       | 12      |       |
| 11   | 16 | Nico Rosberg         | Williams - Toyota      | 61     | + 59.777 s       | 3       |       |
| 12   | 9  | Jarno Trulli         | Toyota                 | 61     | + 1’ 13.009 min. | 14      |       |
| 13   | 3‡ | Giancarlo Fisichella | Ferrari                | 61     | + 1’ 19.890 min. | 17      |       |
| 14   | 21 | Vitantonio Liuzzi    | Force India - Mercedes | 61     | + 1’ 33.502 min. | 19      |       |
| Ret  | 11 | Jaume Alguersuari    | Toro Rosso - Ferrari   | 47     | Frens            | 16      |       |
| Ret  | 12 | Sébastien Buemi      | Toro Rosso - Ferrari   | 47     | Caixa canvi      | 13      |       |
| Ret  | 14 | Mark Webber          | Red Bull - Renault     | 45     | Frens            | 4       |       |
| Ret  | 20 | Adrian Sutil         | Force India - Mercedes | 23     | Frens            | 15      |       |
| Ret  | 6  | Nick Heidfeld        | BMW Sauber             | 19     | Col·lisió        | 20      |       |
| Ret  | 8  | Romain Grosjean      | Renault                | 3      | Frens            | 18      |       |

- Els monoplaces que portaven kers estan assenyalats amb un "‡".

## Altres
- Pole: Lewis Hamilton 1' 47. 891

- Volta ràpida: Fernando Alonso 1' 48. 240 (a la volta 53)